# Dijana Grudiček-Ravnikar
Dijana Grudiček-Ravnikar (ur. 4 stycznia 1978 r. w Rijece) – jest to słoweńska biathlonistka, reprezentantka kraju w zawodach Pucharu Świata oraz na Mistrzostwach świata. Trzykrotna uczestniczka Igrzysk Olimpijskich. Jej najlepszą pozycją w zawodach PŚ było siódme miejsce podczas sprintu w Pjongczangu w 2008.

## Osiągnięcia

### Igrzyska Olimpijskie
| 2002 Salt Lake City/Park City (USA)    | 57. miejsce (IN), 6. miejsce (RL)                             |
| 2006 Turyn/Cesana San Sicario (Włochy) | 30. miejsce (IN), 55. miejsce (SP), DSQ (PU), 6. miejsce (RL) |
| 2010 Vancouver/Whistler (Kanada)       | 35. miejsce (IN), 36. miejsce (SP), 38 (PU), DSQ (RL)         |

### Mistrzostwa Świata
| 2001 Pokljuka (Słowenia)     | 61. miejsce (IN), 82. miejsce (SP), 7. miejsce (RL)                                      |
| 2003 Chanty-Mansijsk (Rosja) | 54. miejsce (SP), 52. miejsce (PU), 11. miejsce (RL)                                     |
| 2004 Oberhof (Niemcy)        | 67. miejsce (IN), 60. miejsce (SP), 47. miejsce (PU), 10. miejsce (RL)                   |
| 2005 Hochfilzen (Austria)    | 71. miejsce (SP), 8. miejsce (RL)                                                        |
| 2005 Chanty-Mansyjsk (Rosja) | 15. miejsce (RM)                                                                         |
| 2006 Pokljuka (Słowenia      | 5. miejsce (RM)                                                                          |
| 2007 Anterselva (Włochy)     | 39. miejsce (IN), 60. miejsce (SP), 52. miejsce (PU), 4. miejsce (RL)                    |
| 2008 Östersund (Szwecja)     | 57. miejsce (IN), 10. miejsce (SP), 11. miejsce (PU), 25. miejsce (MS), 12. miejsce (RL) |

### Puchar Świata
| Sezon     | Miejsce |
| --------- | ------- |
| 2003/2004 | 76.     |
| 2004/2005 | 52.     |
| 2005/2006 | 40.     |
| 2006/2007 | 39.     |
| 2007/2008 | 24.     |
| 2009/2010 | 43.     |